# ماكسي أندرسون
ماكسي أندرسون (بالإنجليزية: Maxie Anderson) هو قائد منطاد ‏ أمريكي، ولد في 10 سبتمبر 1934 في ساير في الولايات المتحدة، وتوفي في 27 يونيو 1983 في باد بروكناو في ألمانيا.

## وصلات خارجية
- ماكسي أندرسون على موقع الموسوعة البريطانية (الإنجليزية)